# Joe Coburn
Joseph Henry Coburn ur. 29 lipca 1835 w Middletown (Irlandia Płn.), zm. 6 grudnia 1890 w Nowym Jorku) – amerykański bokser z okresu walk na gołe pięści.
Urodzony w Irlandii w roku 1850 wyemigrował wraz z rodziną do Stanów Zjednoczonych i osiedlił się w Nowym Jorku.
Pierwszą udokumentowaną walkę stoczył 1 maja 1856 z Edmundem "Nedem" Pricem o tytuł mistrza w wadze średniej. Pojedynek po 160 rundach zakończył się remisem, przerwany ze względu na zapadające ciemności. W latach 1863–65 był posiadaczem tytułu mistrza Ameryki w wadze ciężkiej. Tytuł otrzymał po tym gdy wyzwany do walki nie przystąpił broniący tytułu John C. Heenan. W 1863 obronił tytuł zwyciężając po 67 rundach Mike'a McCoole'a.  Wyzwany w 1865 przez Jimmy Elliota zrezygnował z obrony tytułu ogłaszając zakończenie kariery.
Powrócił na ring w 1867. W roku 1871 zmierzył się dwukrotnie z mistrzem Anglii, znakomitym Jemem Macem. Stawką pojedynku był tytuł mistrza świata. Pierwsza walka, która odbyła się w Port Ryeson (Kanada) 11 maja została przerwana już w pierwszej rundzie przez policję i uznana za remisową (nie został zadany żaden cios). Druga rozegrana w Saint Louis 30 listopada również zakończyła się remisem po dwunastu rundach. W piątej rundzie kontuzji ręki doznał Mace i przeciwnicy zgodzili się na remis.
Pojedynki toczył do roku 1889, głównie pokazowe. Między innymi zmierzył się z Johnem Sullivanem (kilkakrotnie) i Jackiem "Nonpareil" Dempseyem. 
W roku 2013 został przyjęty do Międzynarodowej Bokserskiej Galerii Sławy. 
- Biografia Joe Coburna (IBHoF.com) [dostęp 15-12-2012]
- Lista walk Joe Coburna (The Cyber Boxing Zone Encyclopedia) [dostęp 15-12-2012]